# Rinopomatoïdeus
Els rinopomatoïdeus (Rhinopomatoidea) són una superfamília molt petita de ratpenats, formada per només cinc espècies.

## Taxonomia
Aquesta superfamília de ratpenats es creu que és un tàxon germà d'un altre clade del Vell Món, Rhinolophoidea. Els craseonictèrids contenen una única espècies sent una de les dues famílies monotípiques de ratpenats (l'altre és Myzopodidae, que viu només a l'illa de Madagascar). Les relacions entre les 4 espècies vivents de la família Rhinopomatidae no han estat formalment investigades a cap anàlisi filogenètica, encara que la publicació d'una recent revisió feta per Van Cakenberghe i de Vree (1994) suggereix que les espècies Rhinopoma hardwickei, R. macinnesi i R. muscatellum són tàxons germans.

## Descripció
Tots els rinopomatoïdeus comparteixen les següents característiques:
- la presència d'una cresta transversal cutània al nas per sobre dels narius.
- 9 o 10 anells traqueals més allargats d'una expansió traqueal que estan separats de la laringe per 4 o 5 anells de diàmetre normal.
- la modificació de l'aparell hioide que inclou el múscul geniohioide (que s'alça completament des de l'os per mitjà de fibres carnoses), el múscul esternohioide (que s'origina a la superfície anterodorsal del manubri i està reduït a una estreta franja), i un procés entoglossal molt llarga.[3][4][1]
- un angle aproximadament de 90° entre l'axis del procés ventral i el cos del manubri.
- absència de l'os calcani.

## Distribució i hàbitat
Els rinopomàtids viuen en hàbitats àrids i semiàrids, on s'amunteguen en grans quantitats a les coves, obertures a les parets de roca, i a estructures construïdes per l'home com cases, pous, túnels, tombes i, fins i tot, piràmides. Els craseonictèrids viuen en colònies en coves de pedra calcària de les parts boscoses de Tailàndia.

## Dieta
Tots el rinopomatoïdeus són insectívors i capturen les seves preses amb l'ala.

## Taxonomia
- Família Craseonycteridae
  - Gènere Craseonycteris
    - Craseonicteri de nas porcí (Craseonycteris thonglongyai)
- Família Rhinopomatidae
  - Gènere Rhinopoma
    - Ratpenat de cua de rata petit (Rhinopoma hardwickei)
    - Ratpenat de cua de rata de MacInnes (Rhinopoma macinnesi)
    - Ratpenat de cua de rata gros (Rhinopoma microphyllum)
    - Ratpenat de cua de rata moscat (Rhinopoma muscatellum)